# 제27회 청룡영화상
제27회 청룡영화상은 2006년 12월 15일에 열린 시상식이다.

## 수상 및 후보

### 최우수 작품상
- 괴물 - 봉준호 수상
- 가족의 탄생 - 김태용
- 라디오 스타 - 이준익
- 왕의 남자 - 이준익
- 타짜 - 최동훈

### 감독상
- 가족의 탄생 - 김태용 수상
- 괴물 - 봉준호
- 비열한 거리 - 유하
- 왕의 남자 - 이준익
- 타짜 - 최동훈

### 남우주연상
- 라디오 스타 - 박중훈 수상
- 라디오 스타 - 안성기 수상
- 왕의 남자 - 감우성
- 괴물 - 송강호
- 비열한 거리 - 조인성
- 타짜 - 조승우

### 여우주연상
- 타짜 - 김혜수 수상
- 호로비츠를 위하여 - 엄정화
- 우리들의 행복한 시간 - 이나영
- 각설탕 - 임수정
- 연애, 그 참을 수 없는 가벼움 - 장진영
- 달콤, 살벌한 연인 - 최강희

### 남우조연상
- 괴물 - 변희봉 수상
- 타짜 - 김윤석
- 왕의 남자 - 유해진
- 음란서생 - 오달수
- 짝패 - 이범수

### 여우조연상
- 가족의 탄생 - 정유미 수상
- 왕의 남자 - 강성연
- 괴물 - 배두나
- 가을로 - 엄지원
- 예의없는 것들 - 윤지혜

### 신인남우상
- 천하장사 마돈나 - 류덕환 수상
- 피터 팬의 공식 - 온주완
- 왕의 남자 - 이준기
- 비열한 거리 - 진구
- 용서받지 못한 자 - 하정우

### 신인여우상
- 괴물 - 고아성 수상
- 광식이 동생 광태 - 김아중
- 구미호 가족 - 박시연
- 라디오 스타 - 최정윤
- 사생결단 - 추자현

### 신인감독상
- 천하장사 마돈나 - 이해영 수상
- 호로비츠를 위하여 - 권형진
- 음란서생 - 김대우
- 달콤, 살벌한 연인 - 손재곤
- 용서받지 못한 자 - 윤종빈

### 촬영상
- 타짜 - 최영환 수상
- 음란서생 - 김지용
- 괴물 - 김형구
- 사생결단 - 오현제

### 조명상
- 괴물 - 이강산 외 1명 수상
- 타짜 - 김성관
- 음란서생 - 신상열
- 사생결단 - 임재영
- 왕의 남자 - 한기업

### 음악상
- 왕의 남자 - 이병우 수상
- 사생결단 - 김상만
- 라디오 스타 - 방준석
- 호로비츠를 위하여 - 이병우
- 우리들의 행복한 시간 - 이재진

### 미술상
- 음란서생 - 조근현 외 1명 수상
- 음란서생 - 홍주희 수상
- 왕의 남자 - 강승용
- 다세포 소녀 - 이형주
- 구미호 가족 - 정은정
- 가을로 - 하상호

### 기술상
- 괴물 - 오퍼니지EON 수상
- 왕의 남자 - 김상범
- 호로비츠를 위하여 - 류현
- 타짜 - 신민경
- 음란서생 - 정경희

### 각본상
- 천하장사 마돈나 - 이해영 수상
- 음란서생 - 김대우
- 가족의 탄생 - 김태용
- 괴물 - 봉준호
- 달콤, 살벌한 연인 - 손재곤

### 인기스타상
- 맨발의 기봉이 - 신현준 수상
- 왕의 남자 - 이준기 수상
- 타짜 - 김혜수 수상
- 왕의 남자 - 강성연 수상

### 한국영화 최다관객상
- 괴물 - 봉준호 수상

### 베스트 커플상
- 왕의 남자 - 이준기 수상
- 왕의 남자 - 감우성 수상